# Tammin
Tammin – miasto w Australii, w stanie Australia Zachodnia.